# Salajärvi (sjö i Savitaipale, Södra Karelen)
Salajärvi är en sjö i kommunen Savitaipale i landskapet Södra Karelen i Finland. Sjön ligger 99,7 meter över havet. Den är 16,25 meter djup. Arean är 1,26 kvadratkilometer och strandlinjen är 9,37 kilometer lång. Sjön  ingår i Vuoksens huvudavrinningsområde.   Den ligger omkring 48 km väster om Villmanstrand och omkring 160 km nordöst om Helsingfors. 
I sjön finns ön Tasapäänsaari. Salajärvi ligger väster om Kaukheimonen. 